# Асан, Серкан
Серкан Асан (тур. Serkan Asan; род. 28 апреля 1999, Акчаабат, Трабзон) — турецкий футболист, защитник клуба «Трабзонспор», выступающий на правах аренды за «Ыгдыр».

## Клубная карьера
Асан — воспитанник клуба «Трабзонспор». Летом 2018 года на правах аренды перешёл в «1461 Трабзон». 2 сентября в матче против Байбурт Озель Серкан дебютировал в третьем дивизионе.
7 ноября 2019 года в матче Лиги Европы УЕФА против «Краснодара» он дебютировал в составе «Трабзонспора». 30 октября 2020 года в поединке против «Касымпаша» он забил дебютный гол в турецкой Суперлиге. В августе 2023 года на правах аренды стал игроком «Пендикспора». 20 августа в матче против «Бешикташа» он отметился первым голом за новый клуб.

## Достижения
«Трабзонспор»
- Чемпион Турции: 2021/22
- Обладатель Кубка Турции: 2019/2020
- Обладатель Суперкубка Турции: 2020